# Tirta Gangga

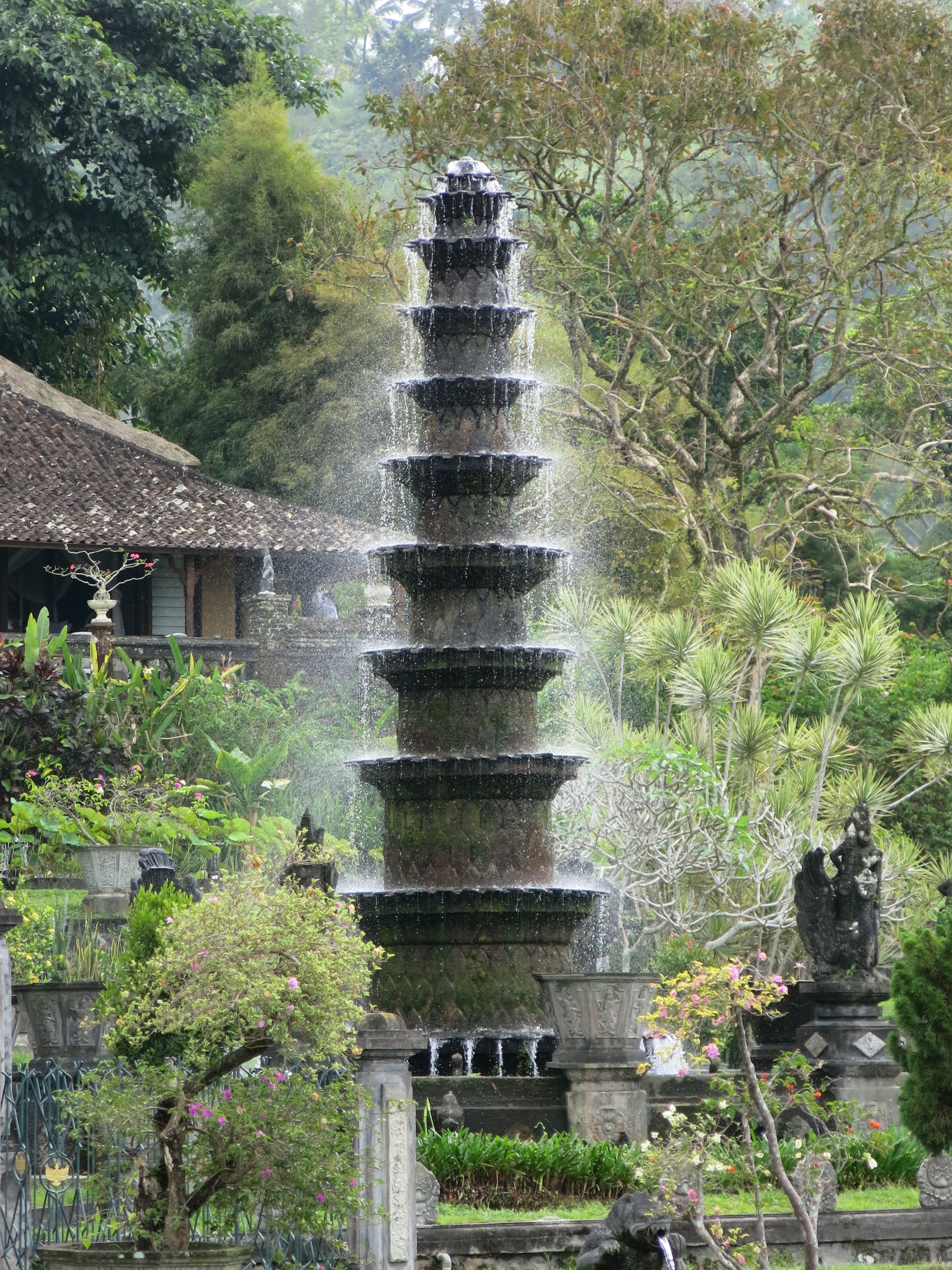
Elfteiliger Brunnen

Taman Tirta Gangga („Heiliges Wasser vom Ganges“) ist der Wasserpalast von Karangasem nördlich von Amlapura auf Bali. Der letzte Raja Anak Agung Anglurah Ketut Karangasem von Karangasem baute sich diesen zweiten Palast 1946. Die Anlage wurde 1963 bei der Eruption des Vulkans Agung zerstört und danach wieder aufgebaut. Heute ist die Anlage für Touristen offen.

## Anlage
Tirta Gangga ist ca. 1,2 ha groß, auf drei Ebenen gebaut und besteht aus vielen Wasserbecken, Teichen mit Lotosblumen und Fischen wie z. B. Koi, Springbrunnen, einem Schwimmbad und Wohnanlagen. Im Zentrum der Anlage steht ein elfteiliger Nawa Sanga pagodenförmiger Brunnen und zahlreiche Steinstatuen sind im Garten aufgestellt. Das Wasser kommt aus den heiligen Quellen oberhalb des ehemaligen Palastes und füllt die Teiche, Becken und das Schwimmbad, das heute ebenfalls für Besucher zugänglich ist.

## Galerie

Tirta Gangga Wasserpalast
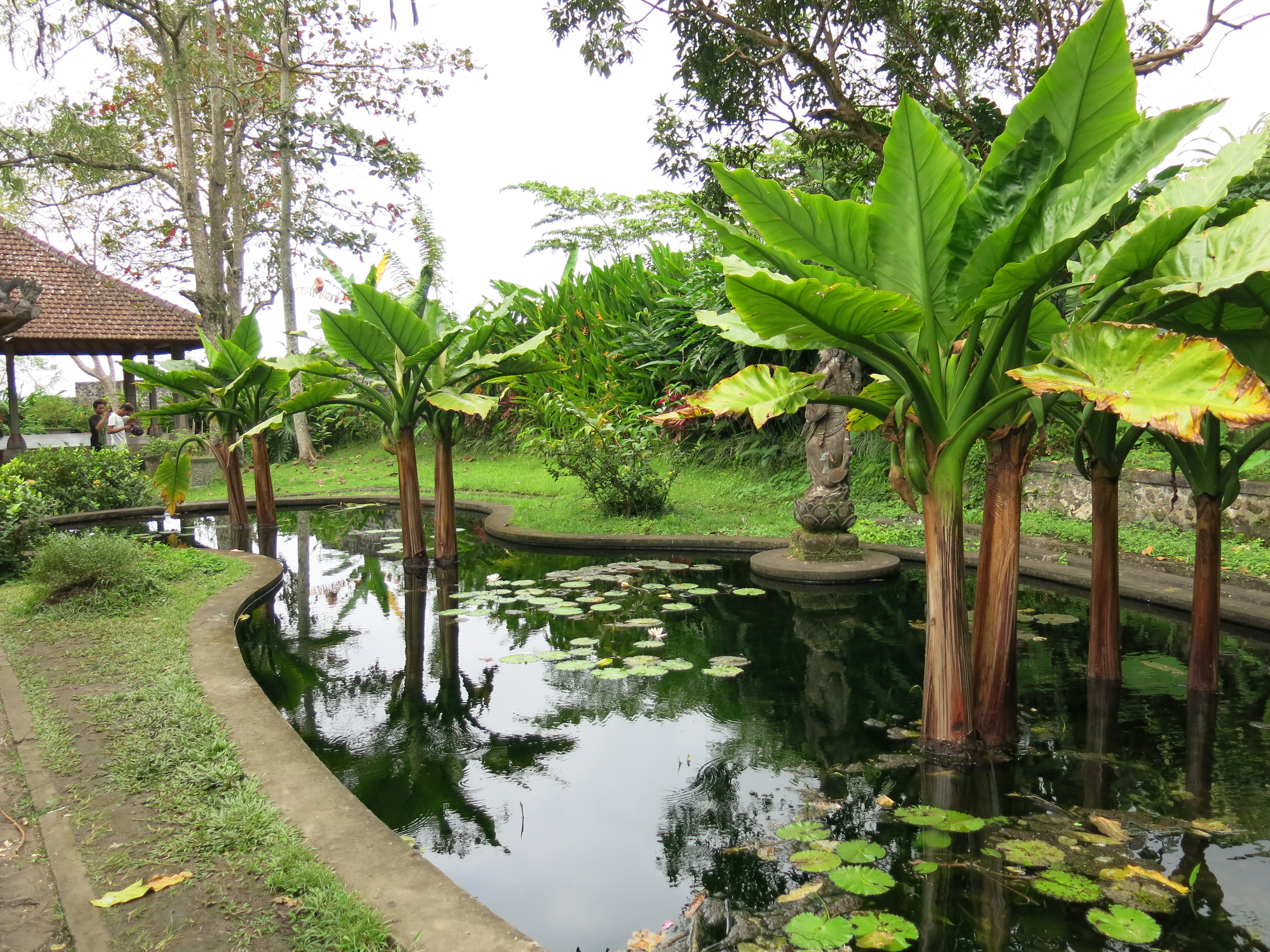
Teich
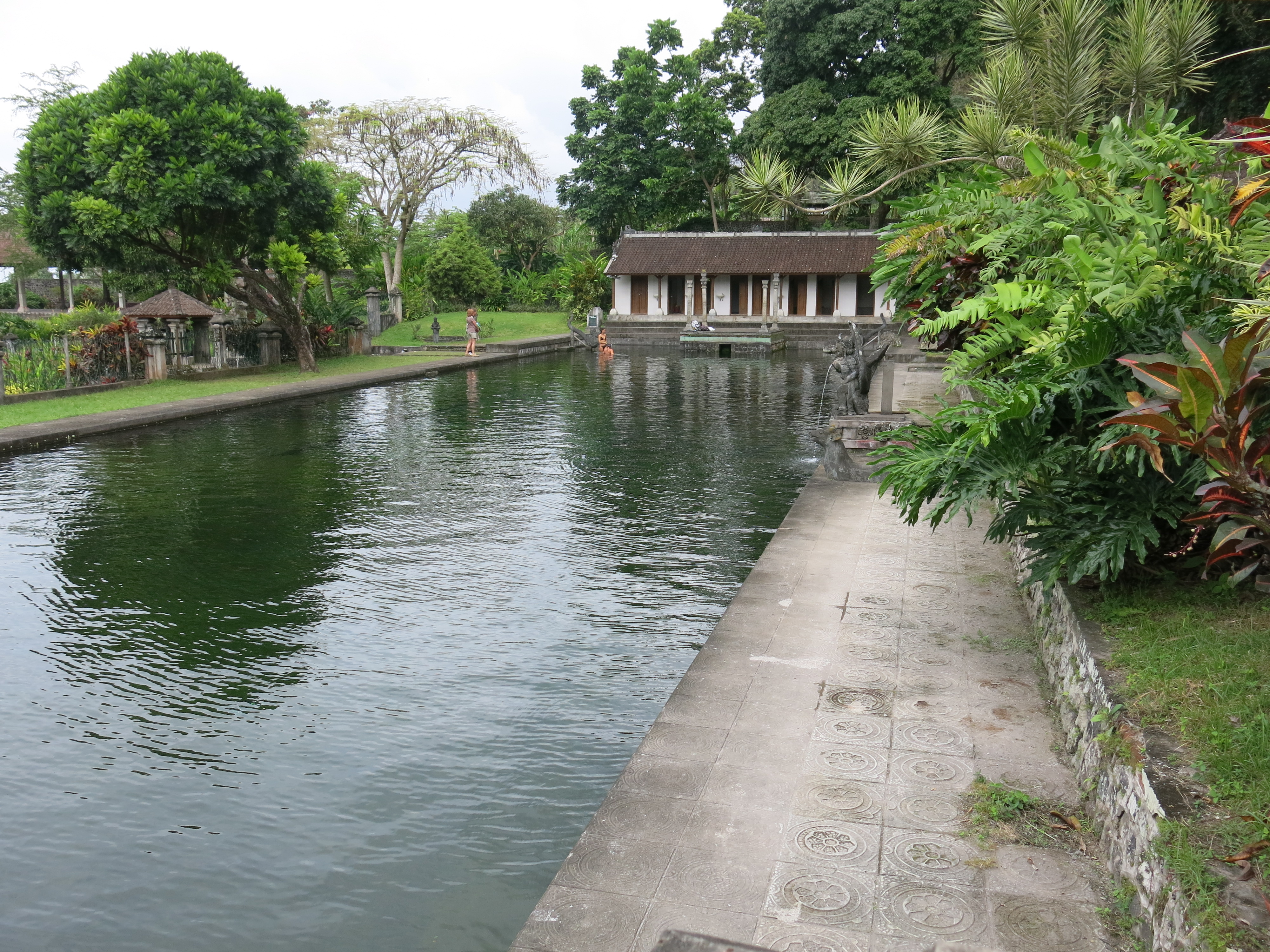
Schwimmbecken
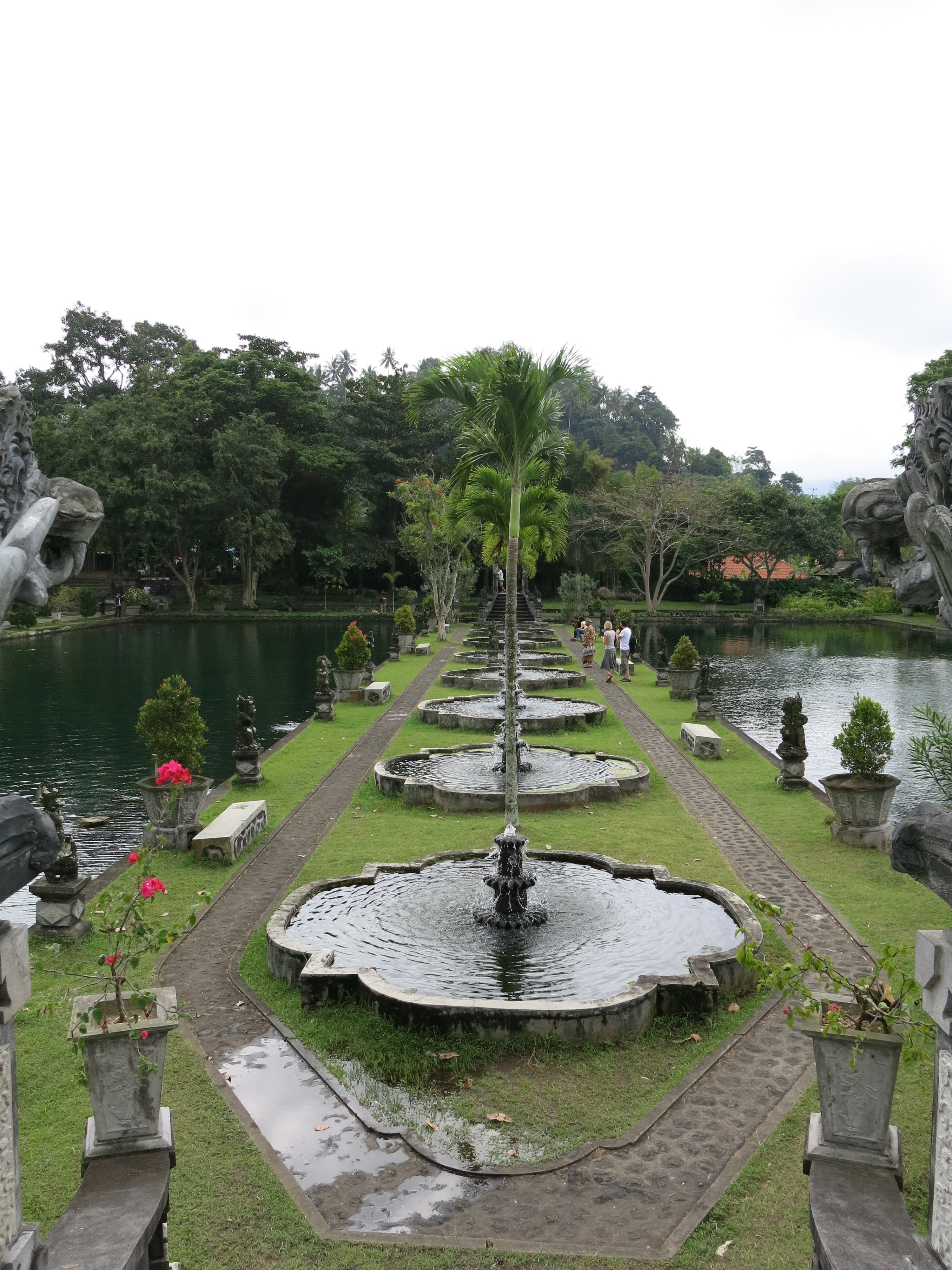
Springbrunnen
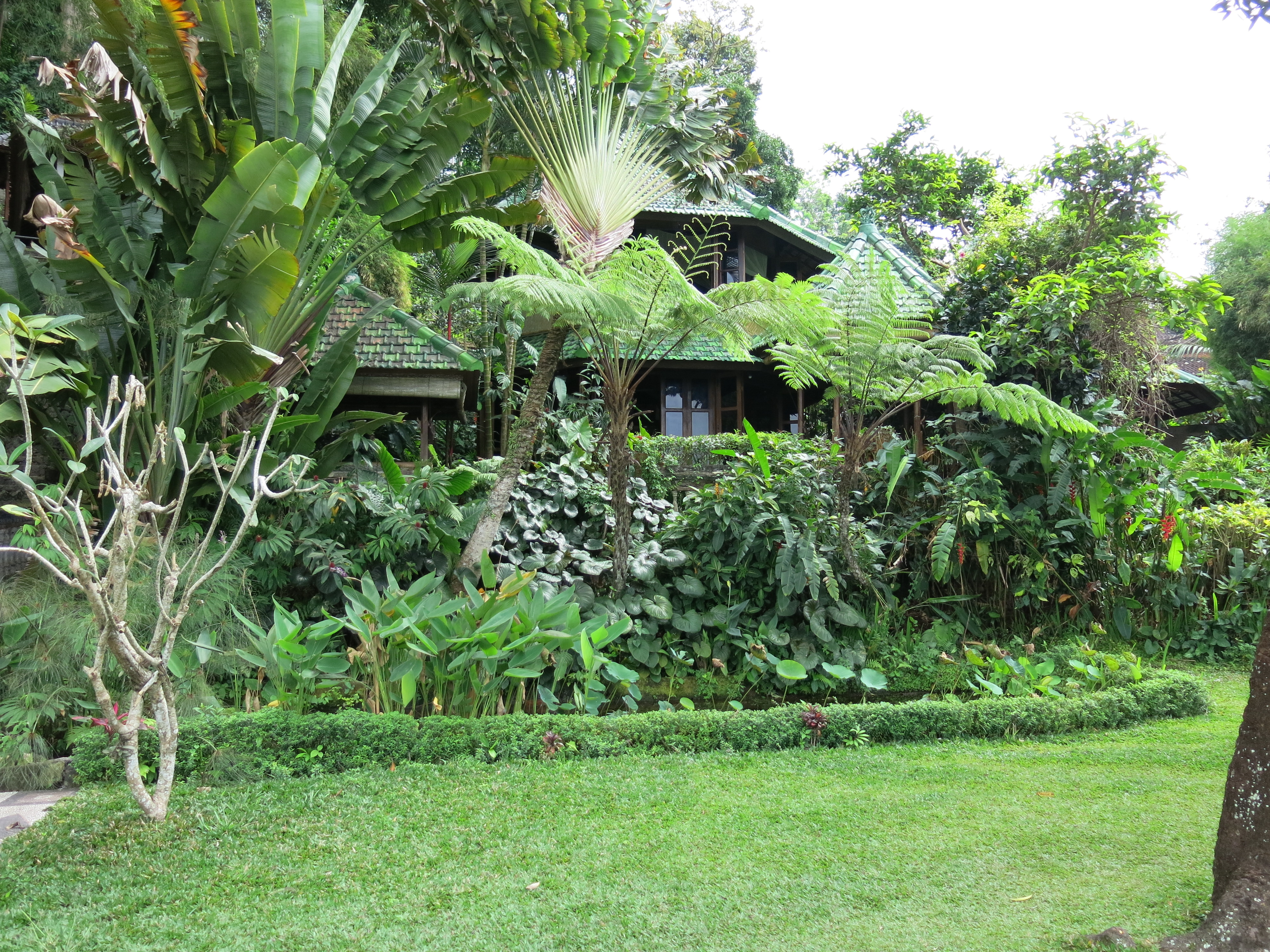
Wohngebäude
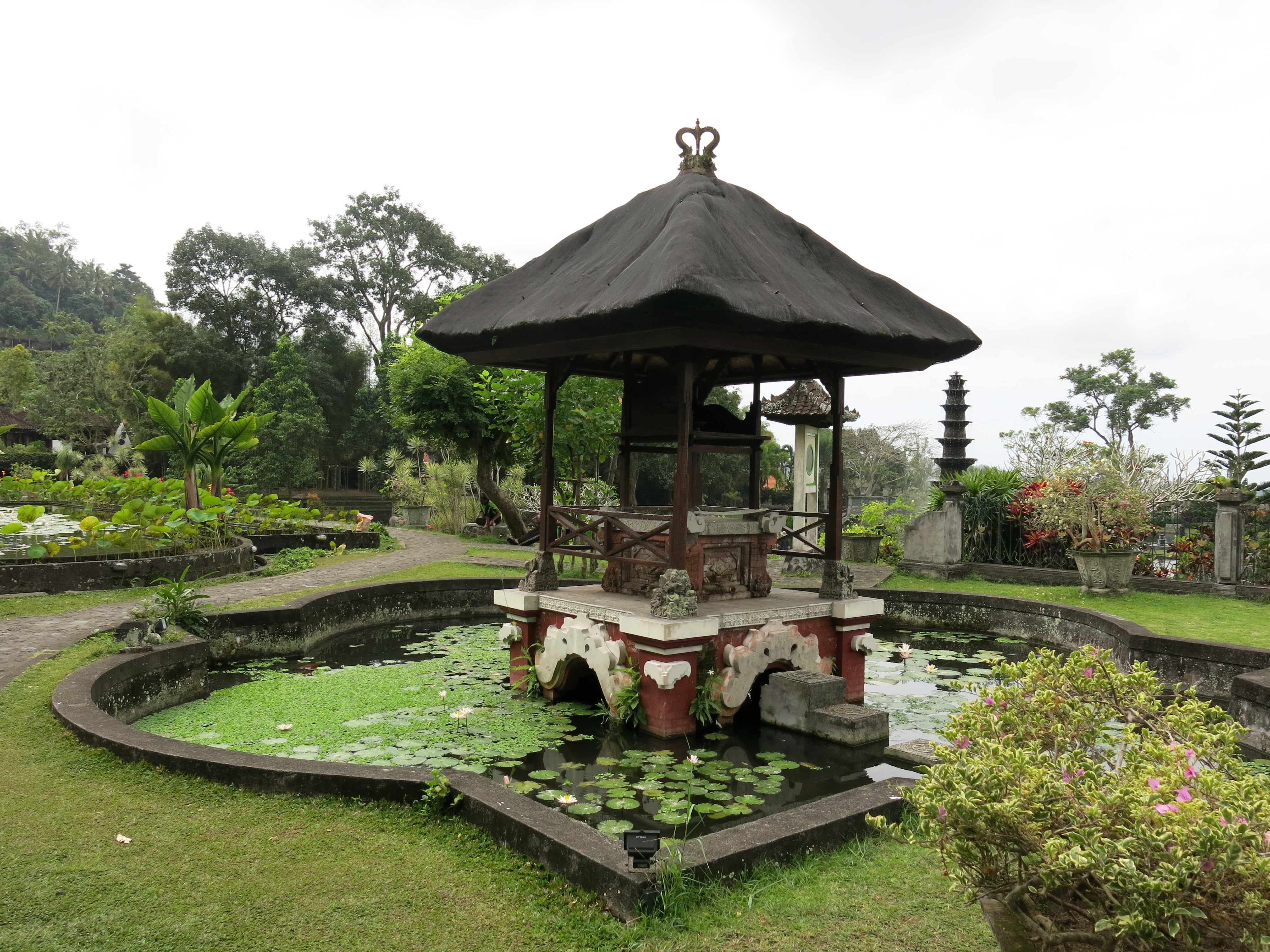
Teich
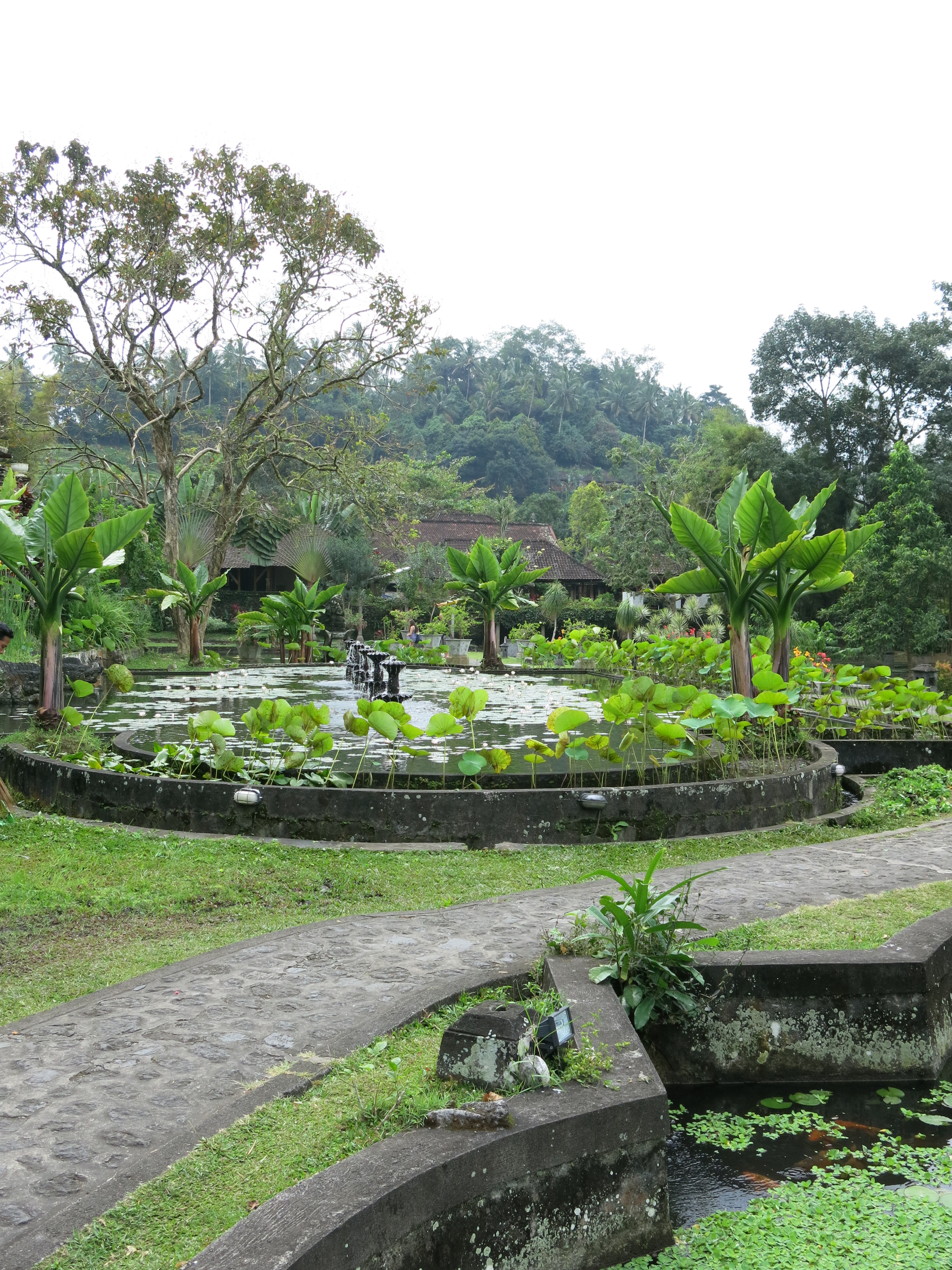
Teichanlage
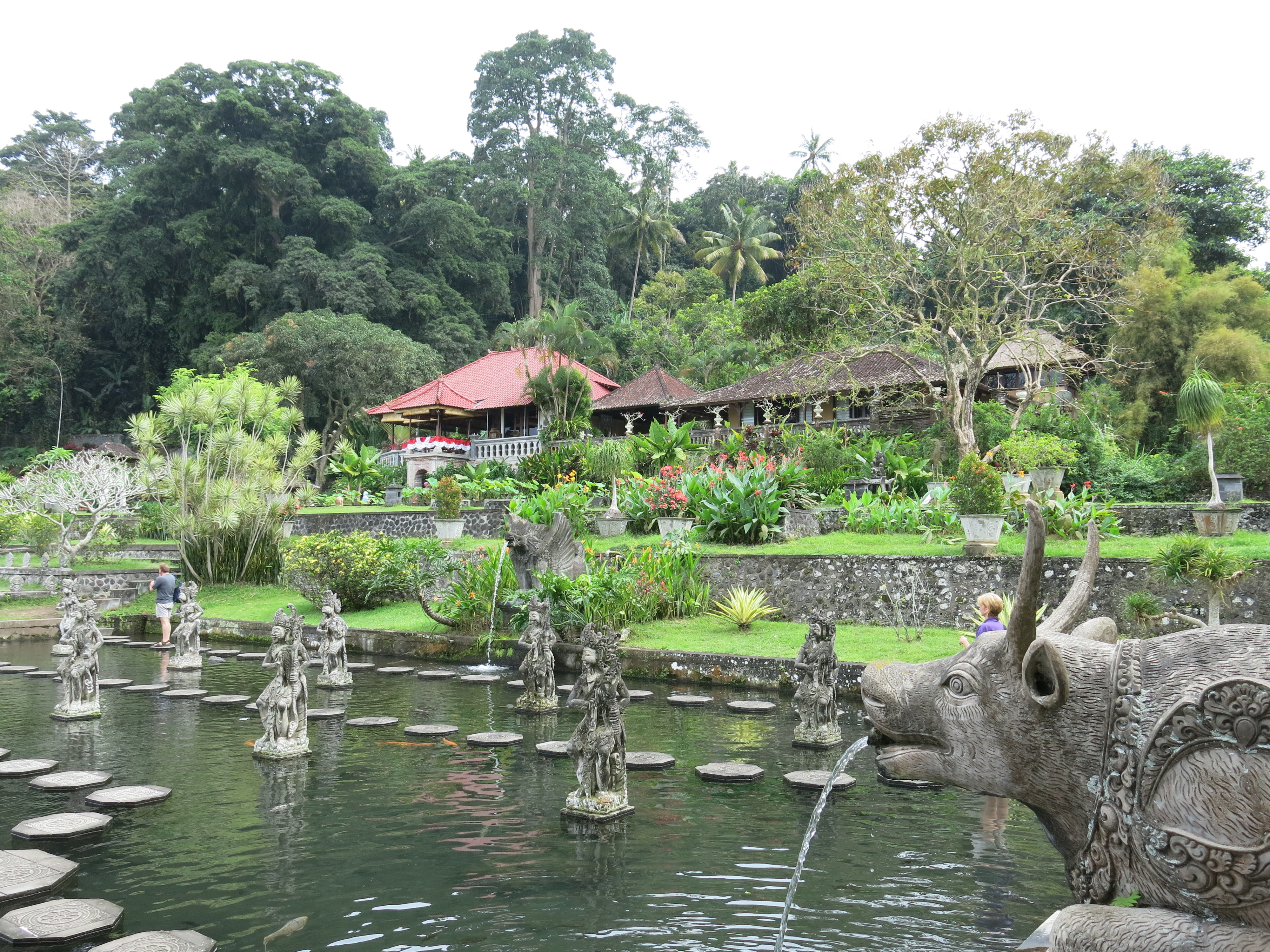
Überblick
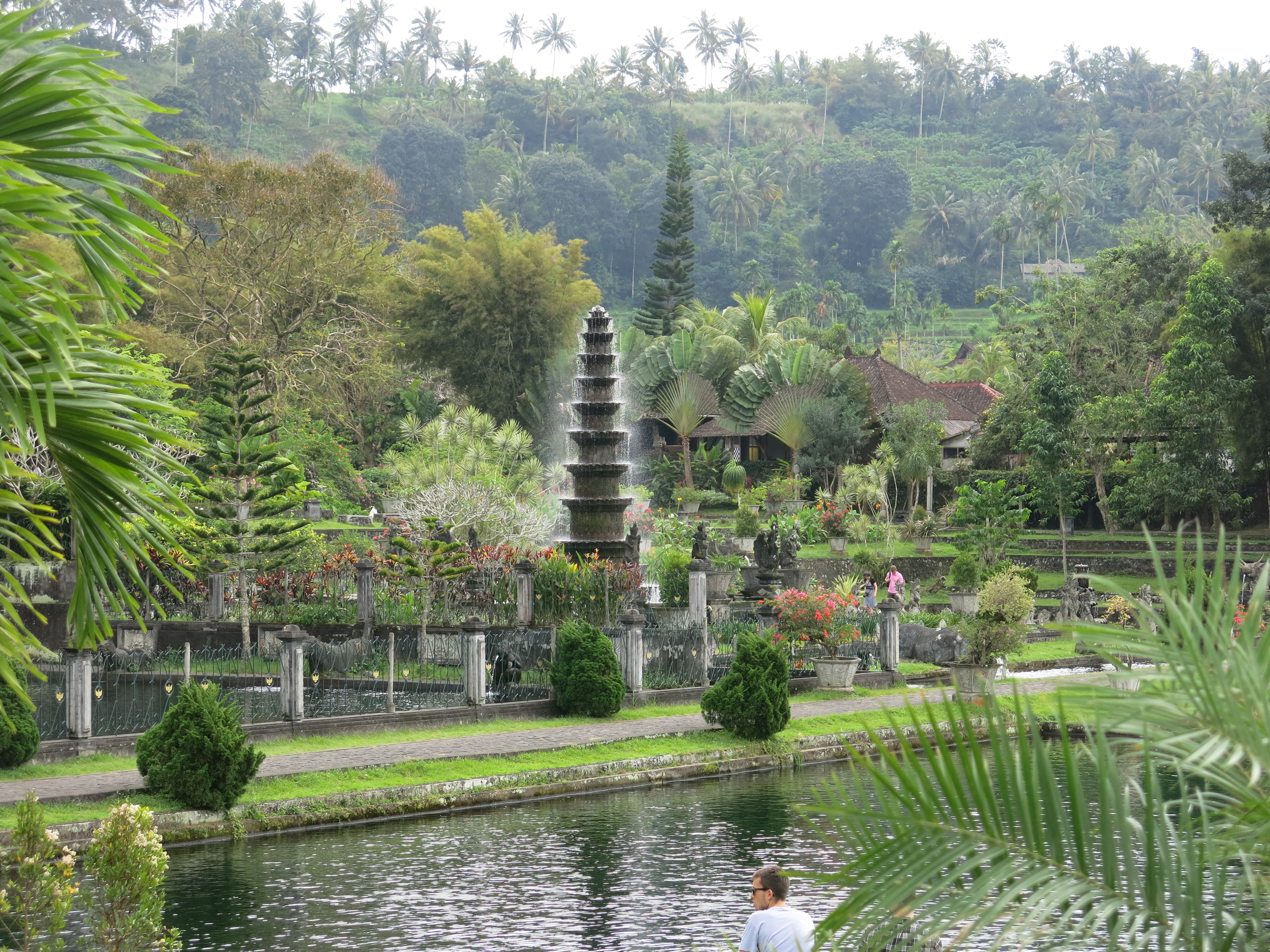
Überblick mit Reisfeldern im Hintergrund
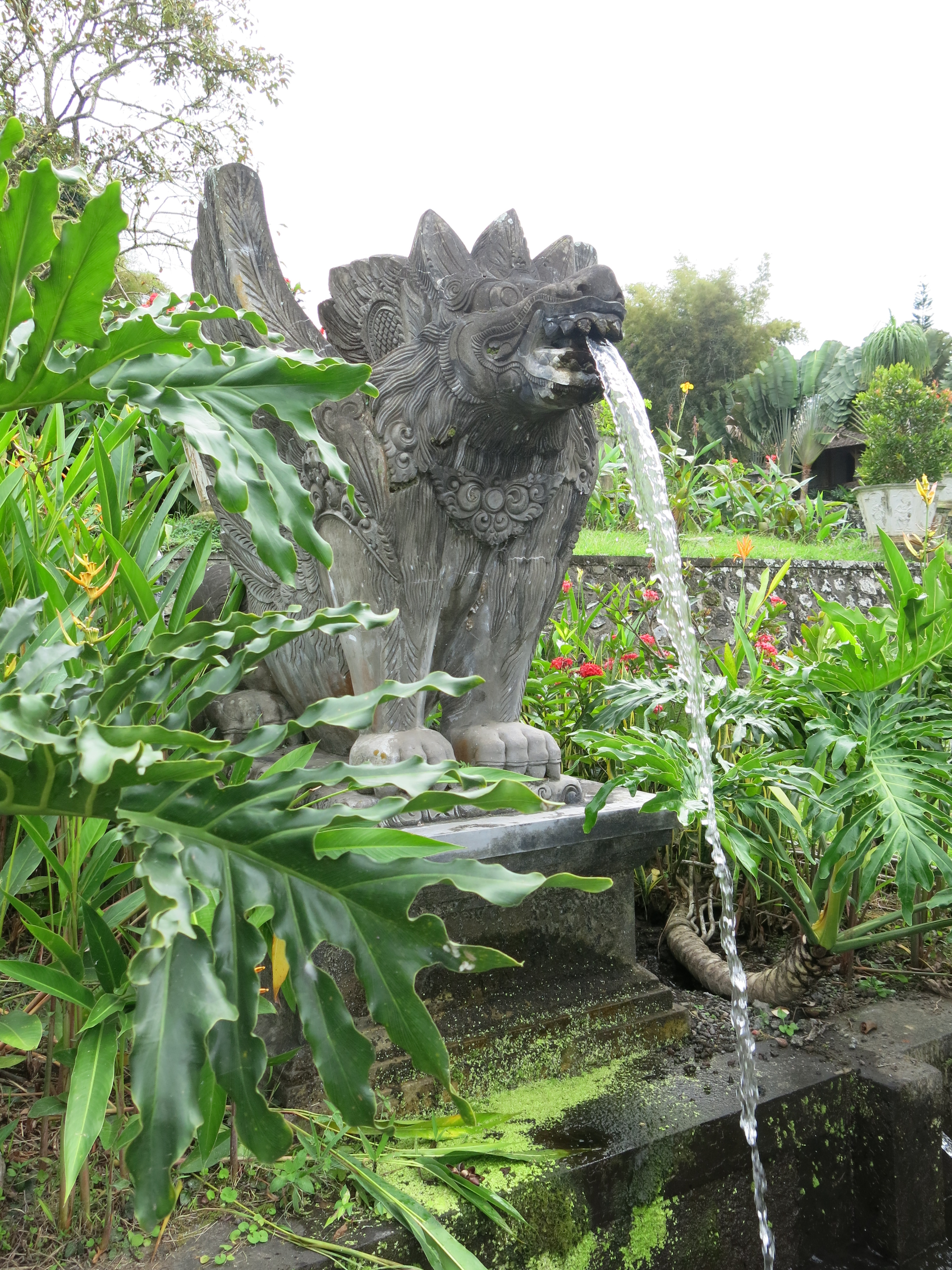
Wasserspeier
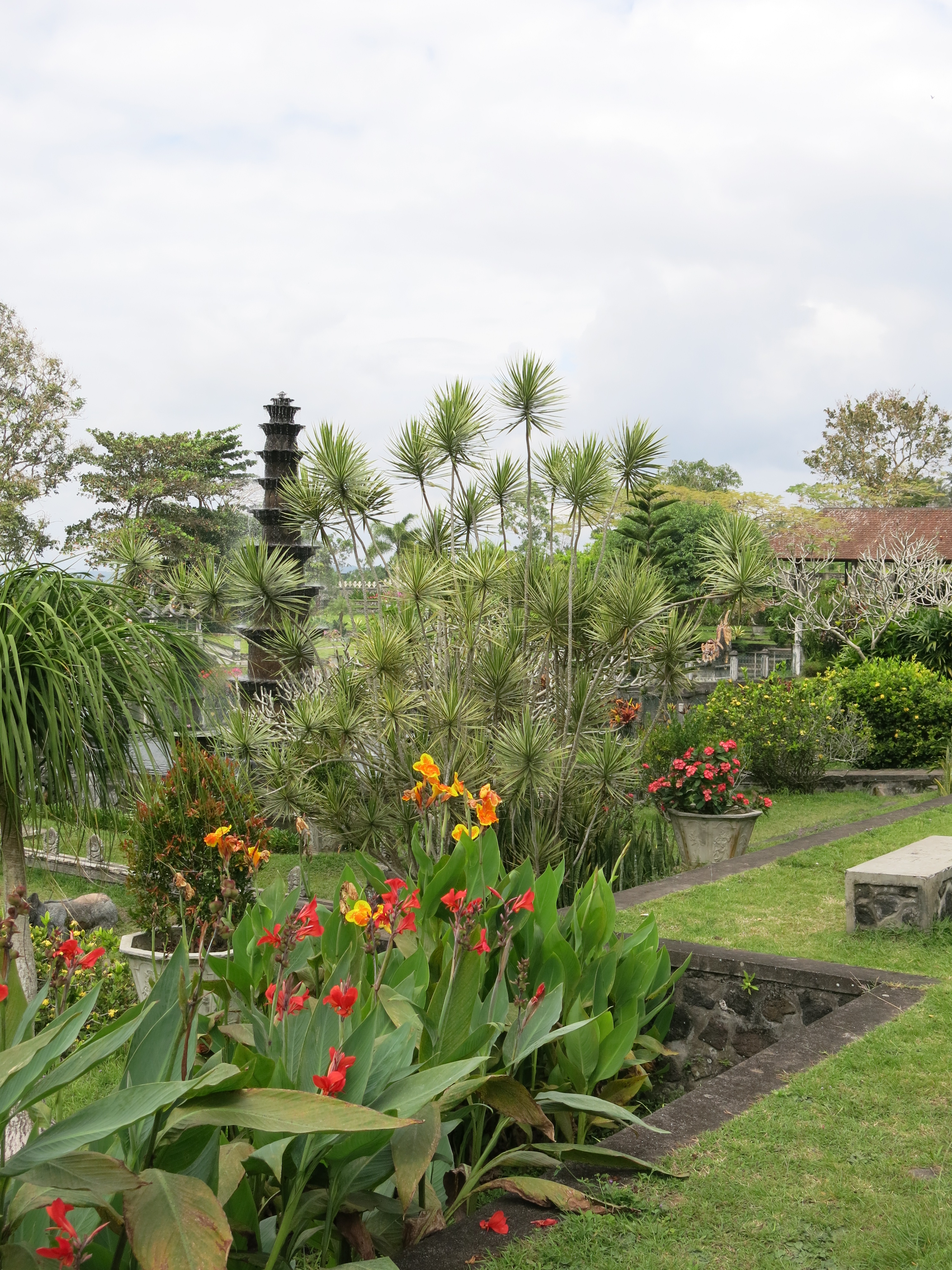
Blick auf Tirta Gangga